# Bilhères
Bilhères – miejscowość i gmina we Francji, w regionie Nowa Akwitania, w departamencie Pireneje Atlantyckie.
Według danych na rok 1990 gminę zamieszkiwały 153 osoby, a gęstość zaludnienia wynosiła 9 osób/km² (wśród 2290 gmin Akwitanii Bilhères plasuje się na 1023. miejscu pod względem liczby ludności, natomiast pod względem powierzchni na miejscu 655.).